# Нодоцефалозавр
Нодоцефалозавр (Nodocephalosaurus) — птахотазовий динозавр родини Анкілозаврові (Ankylosauridae). Динозавр жив в кінці крейдяного періоду на території Північної Америки. Відомий лише за одним черепом. Голова була трикутної форми, повністю вкрита випуклими кістковими пластинами.
Скам'янілість знайдена у відкладеннях формування Кіртленд у штаті Нью-Мексико у США.

## Ресурси Інтернету
- Опис в сервісі Dinosaurier-Info.de
- Опис нa форумі dinozaury.com
- Інститут Юрського парку
- Проєкт древа ієрархії динозаврів
- Проєкт древа ієрархії динозаврів
- Проєкт Exploration
- Tree of Life- Web Проєкт

| Tyrannosaurus rex, череп | Це незавершена стаття про динозаврів. Ви можете допомогти проєкту, виправивши або дописавши її. |